# Michael Kuonen
Michael Kuonen (* 10. Juni 1991) ist ein ehemaliger Schweizer Bobfahrer aus Baltschieder.
Er begann 2014 als Anschieber mit dem Bobsport. 2017 wurde er Teil des Nationalkaders. Nach den Olympischen Spielen 2018 wechselte Kuonen die Rolle zum Piloten und gründete sein eigenes Bobteam. Vor dem Bobsport war Kuonen in der Leichtathletik aktiv.

## Karriere
Michael Kuonen wurde 2014 von Bob-Pilot Clemens Bracher in den Bobsport geholt. Bei Bracher fuhr Kuonen vier Jahre lang als Anschieber.
In der Saison 2016/17 fuhr Kuonen auf Anweisung vom Schweizer Bobverband die Weltmeisterschaft im 2er Bob mit Pilot Beat Hefti und im 4er Bob mit Pilot Rico Peter. Bei beiden Rennen resultierte ein 15. Schlussrang. Bei der Europameisterschaft 2017 wurde Kuonen mit Pilot Beat Hefti Neunter.
Sein erstes 2er-Bob-Weltcuprennen mit Pilot Clemens Bracher in der Saison 2017/18 in Winterberg gewann Kuonen. Eine Woche darauf holten Bracher/Kuonen bei den Europameisterschaften in Innsbruck die Silbermedaille.
Kuonen gründete 2018 nach den Olympischen Spielen von Pyeongchang sein eigenes Bobteam. In der ersten Saison als Bobpilot fuhr er bereits im Europacup auf das Podest und wurde im 2er- wie im 4er-Bob Vize-Schweizer-Meister.
Die erfolgreichste Saison von Kuonen als Pilot war die Saison 2020/21, dort gewann er mit mehreren EC-Podestplätzen die Gesamtwertung im Europacup, wurde Schweizer Meister im 2er-Bob und Vize-Schweizer-Meister im Viererbob. 
Sein bestes Resultat als Pilot in einem Weltcup war der achte Rang 2021 in Königssee.
Nach den Olympischen Spielen in Peking, wo er als Ersatzpilot aufgeboten wurde, beendete er seine Karriere. 

## Erfolge

### Vierer
Olympische Spiele
- 2018: 4. Platz Pyeongchang mit Pilot Rico Peter

Weltcup
- 2018: 13. Platz Königssee mit Pilot Rico Peter
- 2018: 13. Platz St. Moritz mit Pilot Rico Peter
- 2017: 22. Platz Innsbruck mit Pilot Clemens Bracher
- 2017: 17. Platz Winterberg mit Pilot Clemens Bracher
- 2017: 12. Platz Innsbruck mit Pilot Clemens Bracher
- 2017: 23. Platz Winterberg mit Pilot Beat Hefti

Weltmeisterschaften
- 2017: 15. Platz Königssee mit Pilot Rico Peter

Europacup
- 2018: 1. Platz Innsbruck mit Pilot Clemens Bracher
- 2017: 9. Platz Königssee mit Pilot Clemens Bracher
- 2017: 6. Platz Winterberg mit Pilot Clemens Bracher
- 2017: 8. Platz Winterberg mit Pilot Clemens Bracher
- 2016: 15. Platz Altenberg mit Pilot Clemens Bracher
- 2016: 8. Platz Königssee mit Pilot Clemens Bracher
- 2016: 11. Platz Königssee mit Pilot Clemens Bracher
- 2016: 18. Platz St. Moritz mit Pilot Clemens Bracher
- 2016: 9. Platz Innsbruck mit Pilot Clemens Bracher
- 2016: 8. Platz Innsbruck mit Pilot Clemens Bracher
- 2016: 11. Platz Königssee mit Pilot Clemens Bracher
- 2015: 18. Platz Winterberg mit Pilot Clemens Bracher
- 2015: 6. Platz Winterberg mit Pilot Clemens Bracher
- 2015: 9. Platz Winterberg mit Pilot Jürg Rohr
- 2015: 9. Platz St. Moritz mit Pilot Jürg Rohr
- 2015: 12. Platz St. Moritz mit Pilot Jürg Rohr

Europameisterschaften
- 2017: 17. Platz Innsbruck mit Pilot Clemens Bracher
- 2017: 16. Platz Winterberg mit Pilot Beat Hefti

Schweizer Meisterschaften
- 2017: 1. Platz St. Moritz mit Pilot Clemens Bracher

### Zweier
Olympische Spiele
- 2018: 16. Platz Pyeongchang mit Pilot Clemens Bracher

Weltcup
- 2018: 9. Platz Königssee mit Pilot Clemens Bracher
- 2018: 16. Platz St. Moritz mit Pilot Clemens Bracher
- 2017: 3. Platz Innsbruck mit Pilot Clemens Bracher
- 2017: 1. Platz Winterberg mit Pilot Clemens Bracher
- 2017: 11. Platz Winterberg mit Pilot Beat Hefti

Weltmeisterschaften
- 2017: 15. Platz Königssee mit Pilot Beat Hefti

Europacup
- 2017: 4. Platz Königssee mit Pilot Clemens Bracher
- 2017: 1. Platz Lillehammer mit Pilot Clemens Bracher
- 2017: 1. Platz Lillehammer mit Pilot Clemens Bracher
- 2017: 2. Platz Winterberg mit Pilot Clemens Bracher
- 2016: 7. Platz Altenberg mit Pilot Clemens Bracher
- 2016: 10. Platz Altenberg mit Pilot Clemens Bracher
- 2016: 6. Platz Königssee mit Pilot Clemens Bracher
- 2016: 13. Platz St. Moritz mit Pilot Clemens Bracher
- 2016: 10. Platz Innsbruck mit Pilot Clemens Bracher
- 2016: 8. Platz Königssee mit Pilot Clemens Bracher
- 2015: 8. Platz Winterberg mit Pilot Clemens Bracher
- 2015: 5. Platz Winterberg mit Pilot Clemens Bracher
- 2015: 12. Platz St. Moritz mit Pilot Clemens Bracher

Europameisterschaften
- 2017: 2. Platz Innsbruck mit Pilot Clemens Bracher
- 2017: 9. Platz Winterberg mit Pilot Beat Hefti

Schweizer Meisterschaften
- 2017: 1. Platz St. Moritz mit Pilot Clemens Bracher